# Sobralia mandonii
Sobralia mandonii är en orkidéart som beskrevs av Heinrich Gustav Reichenbach. Sobralia mandonii ingår i släktet Sobralia och familjen orkidéer. Inga underarter finns listade i Catalogue of Life.

## Bildgalleri

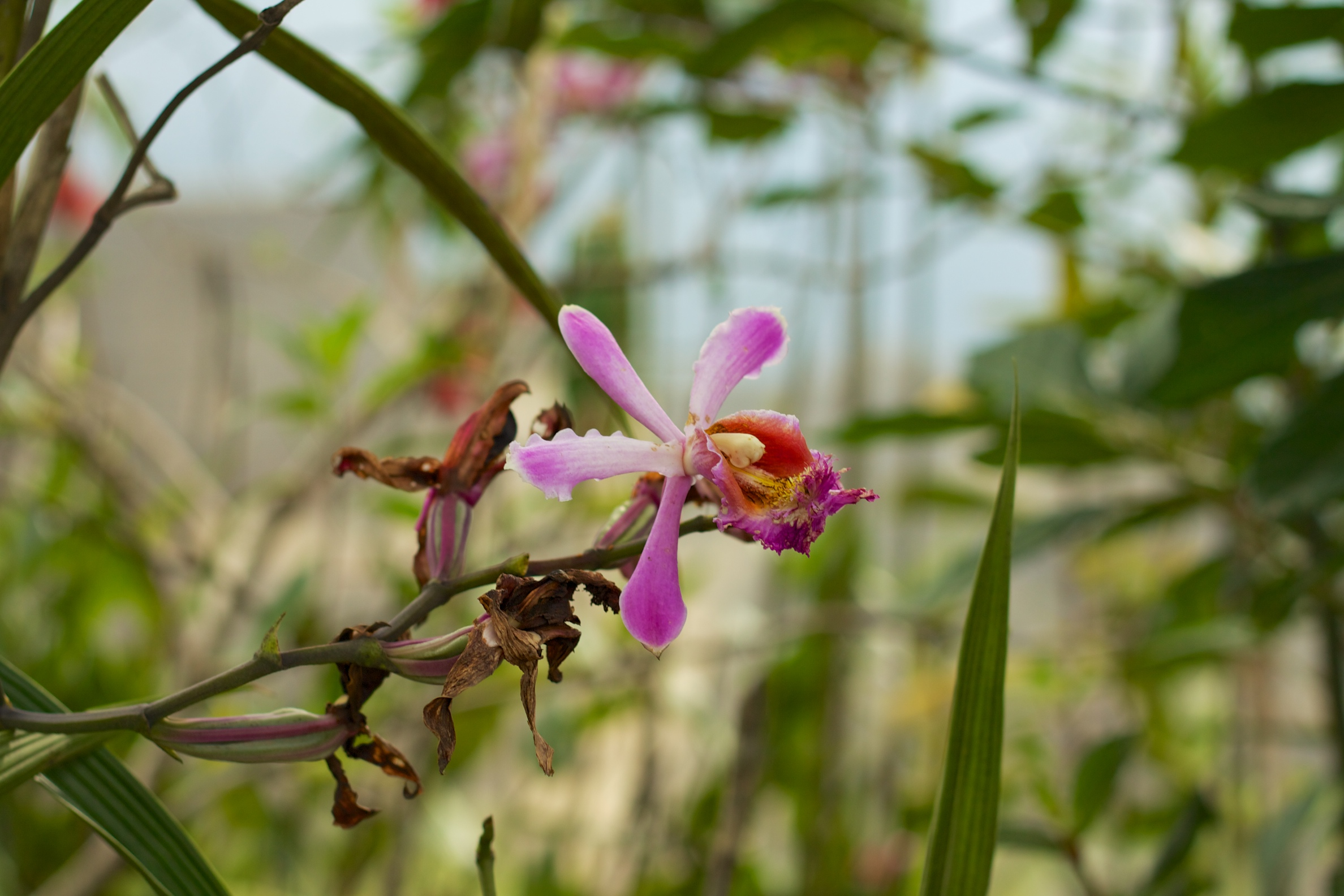
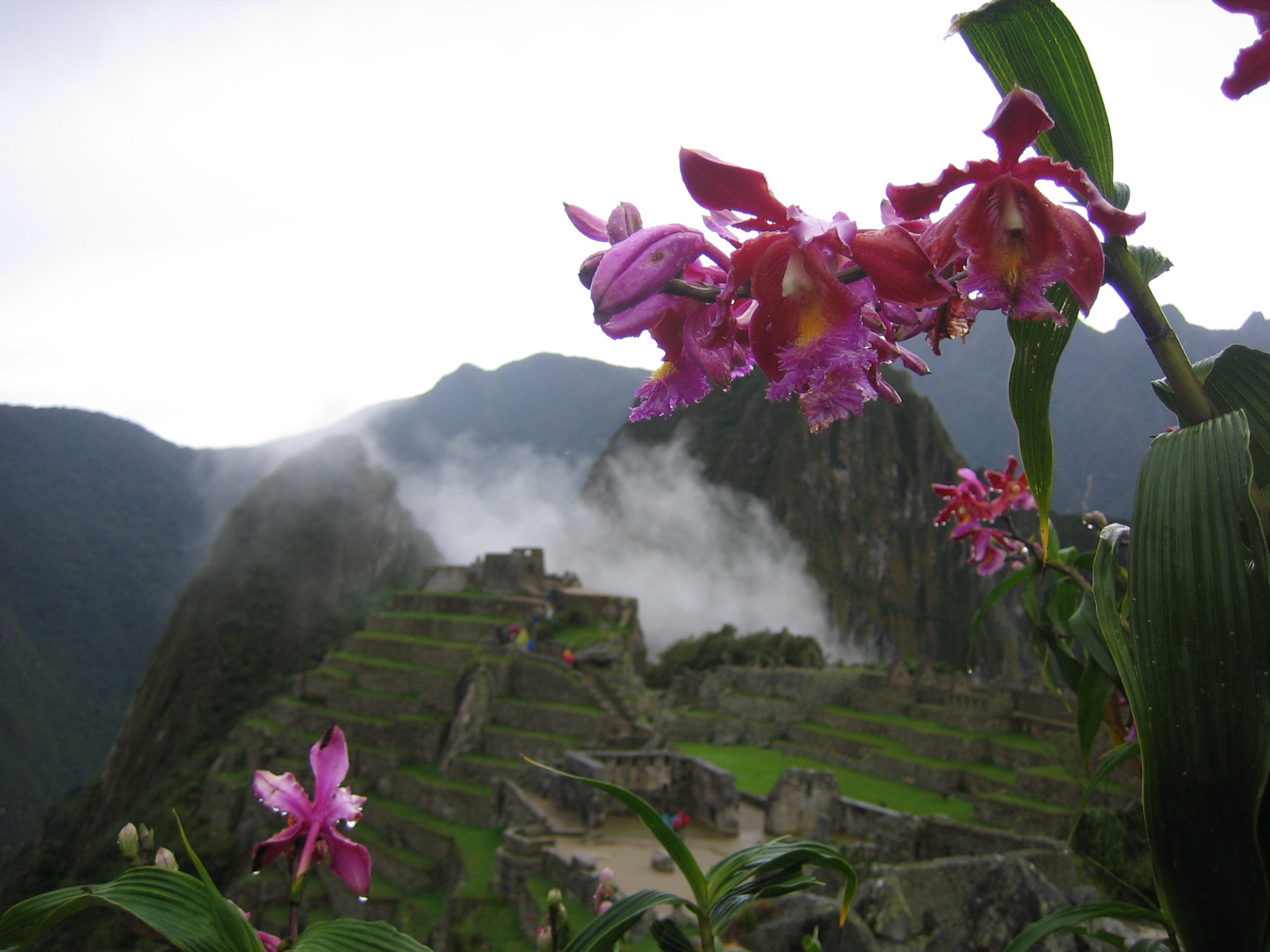